# 22
22（二十二、廿二、にじゅうに、はたふた、はたちあまりふたつ）は自然数、また整数において、21の次で23の前の数である。英語の序数詞では、22nd、twenty-second となる。

## 性質
- 22は合成数であり、正の約数は 1, 2, 11, 22 である。
  - 約数の和は36。
    - 約数の和が4の倍数になる10番目の数である。1つ前は21、次は23。
    - 約数の和が平方数になる3番目の数である。1つ前は3、次は66。
- 1/22 = 0.045… (下線部は循環節で長さは2)
  - 逆数が循環小数になる数で循環節が2になる2番目の数である。1つ前は11、次は33。(オンライン整数列大辞典の数列 A070022)
- 4番目の五角数であり、4(3 × 4 − 1)/2 = 22。1つ前は12、次は35。
  - 22 = 4 + 5 + 6 + 7
- 22 = 2 × 11
  - 2 + 2 = 2 + 1 + 1 より2番目のスミス数である。1つ前は4、次は27。
  - 8番目の半素数である。1つ前は21、次は25。
  - n = 1 のときの 11 × 2n の値とみたとき1つ前は11、次は44。(オンライン整数列大辞典の数列 A005015)
- 12番目の回文数である。1つ前は11、次は33。
  - 1桁の数を除くと2番目の回文数である。
  - 2が2つ並ぶゾロ目でもある。222 = 484 もまた回文数。
- 22! = 1124000727777607680000 は、22桁の数である。
- 22 ÷ 7 は、円周率 π の簡単なよい近似値で、"2桁以下の整数÷2桁以下の整数"の中では、誤差が最も少ない。日本では7月22日が円周率の日とされている。
π = 3.1415926535897932384626433832795…
22/7 = 3.1428571428571428571428571428571…
22/7π = 1.000402499…
- 九九においては登場しない最小の合成数である。
- 各位の和が22になるハーシャッド数の最小は2398、10000までに32個ある。
- 異なる平方数の和で表せない31個の数の中で12番目の数である。1つ前は19、次は23。
- 各位の和が4になる3番目の数である。1つ前は13、次は31。
- 各位の平方和が8になる最小の数である。次は202。(オンライン整数列大辞典の数列 A003132)
  - 各位の平方和が n になる最小の数である。1つ前の7は1112、次の9は3。(オンライン整数列大辞典の数列 A055016)
- 各位の立方和が16になる最小の数である。次は202。(オンライン整数列大辞典の数列 A055012)
  - 各位の立方和が n になる最小の数である。1つ前の15は11111112、次の17は122。(オンライン整数列大辞典の数列 A165370)
  - 各位の立方和が平方数になる7番目の数である。1つ前は21、次は40。(オンライン整数列大辞典の数列 A197039)
- 各位の積が4になる3番目の数である。1つ前は14、次は41。(オンライン整数列大辞典の数列 A199987)
  - 各位の和と各位の積が等しくなる10番目の数である。ただし一桁の数を除けば最小の数である。1つ前は9、次は123。(オンライン整数列大辞典の数列 A034710)
- 最小の完全数 6 と2番目の完全数 28 の差が22である。次は468。(オンライン整数列大辞典の数列 A139228)
  - 完全数を作る数式 2n−1(2n − 1) からできる2番目の倍積完全数 6 と3番目の倍積完全数 28 の差が 22 である。1つ前は5、次は92。(オンライン整数列大辞典の数列 A010036)
- 2つの素数の和3通りで表せる最小の数である。次は24。(オンライン整数列大辞典の数列 A067189)
22 = 3 + 19 = 5 + 17 = 11 + 11
  - 2つの素数の和 n 通りで表せる最小の数である。1つ前の2通りは10、次の4通りは34。(オンライン整数列大辞典の数列 A023036)
- 22 = 22 + 32 + 32
  - 3つの平方数の和1通りで表せる11番目の数である。1つ前は21、次は24。(オンライン整数列大辞典の数列 A025321)
- 正多角形の1つの内角が度数法において整数の値になる正多角形は22個である。(オンライン整数列大辞典の数列 A110546)
- 桁の調和平均が2になる2番目の数である。1つ前は2、次は136。(オンライン整数列大辞典の数列 A062180)
例．2/1/2 + 1/2 = 2
- n = 22 のとき n と n − 1 を並べた数を作ると素数になる。n と n − 1 を並べた数が素数になる3番目の数である。1つ前は10、次は24。(オンライン整数列大辞典の数列 A054211)
- 22 = 25 − 2 × 5
  - n = 5 のときの 2n − 2n の値とみたとき1つ前は8、次は52。(オンライン整数列大辞典の数列 A005803)
- 初項が22である読み上げ数列は、2項目以降も22が繰り返される。

## その他 22 に関連すること
- 22 は標準数（E3系列）
- 原子番号 22 の元素はチタン (Ti) である。
- ヘブライ語で使用するアルファベットの文字数。
- 大アルカナは22種類。
- catch 22 は、「どうにもならない状態」という意味の英語のイディオム。ジョーゼフ・ヘラーによる同名の小説、キャッチ=22（1961年）から由来。
- プレリアール22日法はフランス革命期の法律であり、恐怖政治法とも呼ばれる。
- 廷臣二十二卿列参事件は幕末の公家が起こした事件。
- 第22代天皇は清寧天皇である。
- 日本の第22代内閣総理大臣は山本権兵衛である。
- 第22代ローマ教皇はルキウス（在位：253年6月25日 - 254年3月5日）である。
- 大相撲の第22代横綱は太刀山峯右エ門である。
- JIS X 0401、ISO 3166-2:JPの都道府県コードの「22」は静岡県。
- 易占の六十四卦で第22番目の卦は、山火賁。
- クルアーンにおける第22番目のスーラは巡礼である。
- プロ野球の背番号 22 は抑えの投手や捕手が付けることが多い。
- TCP/IP では SSH (Secure Shell) 通信プロトコルのポート番号。
- 第22代殷王は武丁である。
- 第22代周王は簡王である。
- くまもと県民テレビの親局ch番号（アナログ）は 22ch。
- タンパク質を構成するアミノ酸は、22種類である。
- 年始から数えて22日目は1月22日 。
- 毎月22日はショートケーキの日である。ショートケーキの上にはイチゴが載っており、カレンダーでは22日のすぐ上に15（イチゴ）日が載っているため。
- 『Twenty Two』は、タッキー&翼のスタジオ・アルバム。
- 麻雀の古典的なルールのアルシーアル麻雀は、上がりの最低点の基本点が22点であることからこの名がある。
- .22ロングライフル弾（英語: .22 Long Rifle、略称: 22LR）は、ピストルおよびカービン用の小口径リムファイアーカートリッジ。その名前はその直径が0.22インチであることに由来している。
- エキサイトよこはま22は、一般公募により決定した横浜駅周辺大改造計画（2009年策定）のプロジェクト名。22は22世紀に由来。

## 符号位置
| 記号 | Unicode | JIS X 0213 | 文字参照          | 名称                     |
| ---- | ------- | ---------- | ----------------- | ------------------------ |
| ㉒   | U+3252  | 1-8-34     | &#x3252; &#12882; | CIRCLED DIGIT TWENTY TWO |